# مارسيلو فالكاو
مارسيلو فالكاو (بالبرتغالية: Marcelo Falcão‏) هو كاتب أغاني ومغني وملحن برازيلي، ولد في 31 مايو 1973 في Engenho Novo ‏ في البرازيل.

## وصلات خارجية
- الموقع الرسمي
- مارسيلو فالكاو على موقع ميوزك برينز (الإنجليزية)
- مارسيلو فالكاو على موقع ديسكوغز (الإنجليزية)
- مارسيلو فالكاو على موقع قاعدة بيانات الفيلم (الإنجليزية)